# 마그누스 키르트
마그누스 키르트(에스토니아어: Magnus Kirt, 1990년 4월 10일~)는 에스토니아의 육상 선수로 주 종목은 창던지기이다. 2016년 하계 올림픽에 참가했으며 세계 선수권 대회에서 은메달 1개, 유럽 선수권 대회에서 동메달 1개를 획득했다. 또한 다이아몬드 리그 1회 우승(2019)을 차지했다.